# Nyctemera rattrayi
Nyctemera rattrayi là một loài bướm đêm thuộc phân họ Arctiinae, họ Erebidae.